# Азербайджан на летних Паралимпийских играх 1996
Азербайджан на дебютных для себя летних Паралимпийских играх 1996 был представлен в 2-х видах спорта (лёгкой атлетике и пауэрлифтинге). В состав сборной Азербайджана вошло 2 человека — пауэрлифтер Гюндюз Исмаилов и марафонец Александр Антофий, финишировавший 4-м.